# Eisenbahnunfall von Hartford
Bei dem Eisenbahnunfall von Hartford entgleiste am 5. Februar 1887 ein Zug der Vermont Central Railroad (CR) auf einer Brücke westlich von Hartford, Vermont, USA, in Folge eines Schienenbruchs. Wagen stürzten in den zugefrorenen Fluss und verbrannten, ebenso wie die Brücke. 37 Menschen starben.

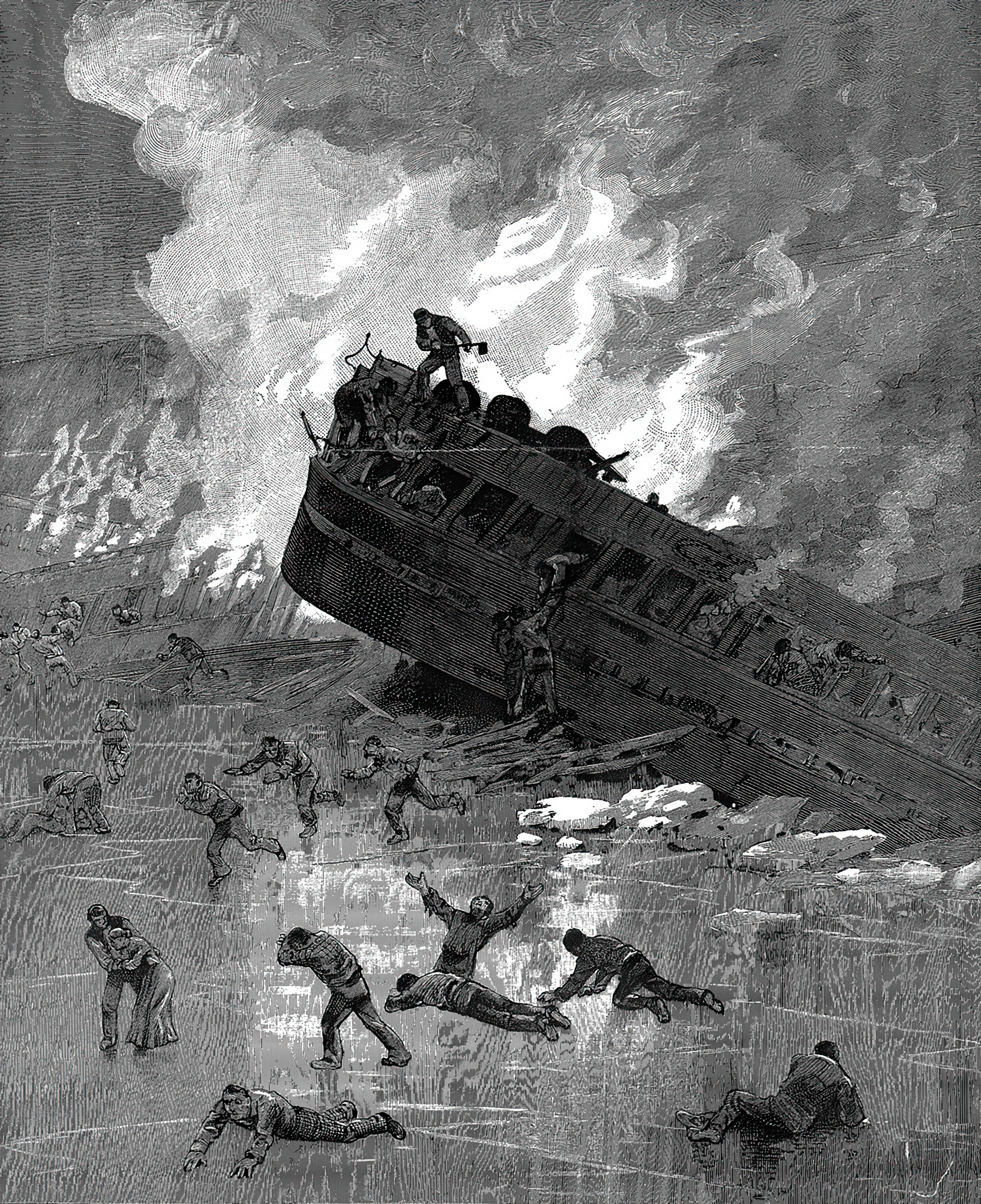
Darstellung des Unfalls auf der Titelseite von Frank Leslie's Illustrated Newapaper vom 12. Februar 1887

## Ausgangslage

### Infrastruktur
2 km nordwestlich der Ortschaft Hartford überquert die Bahnstrecke Windsor–Burlington auf der Hartford-Brücke (auch: Woodstock bridge:69), damals eine hölzerne Fachwerkbrücke auf Steinpfeilern, den White River. Sie war 220 m lang und überspannte den Fluss in etwa 8 m Höhe, mit drei längeren Segmenten und einem kürzeren am nördlichen Ende, um eine Straße zu überqueren. Der Fachwerkrahmen war mehr als 5 m hoch. Der Streckenabschnitt im Bereich der Brücke war etwa vier Stunden vor dem Unfall noch von einem Streckenläufer begangen worden, der nichts Auffälliges festgestellt hatte.:60 Die Strecke verläuft in einer Kurve auf die Brücke zu.:60

### Der Zug
Der Nachtzug Boston–Montreal verkehrte mit der Zugnummer 50 und verließ Boston um 19.00 Uhr. Er bestand zunächst aus der Lokomotive E.H. Baker, 45 t schwer, mit der Achsfolge 2B und Schlepptender, einem Gepäckwagen, einem kombinierten Post- und Raucherwagen, einem Sitzwagen und dem Schlafwagen Pilgrim. In White River Junction übernahm er noch zwei Kurswagen aus New York, einen Sitzwagen und den Schlafwagen St. Albans.:53 Der Zug wurde neu zusammengestellt, so dass der Schlafwagen Pilgrim am Zugschluss lief, vor ihm der Schlafwagen St. Albans und davor die Sitzwagen.:56 Die Wagen waren weitgehend aus Holz konstruiert, wurden mit holzbefeuerten Einzelöfen beheizt und von Walöl- und Petroleumlampen beleuchtet.:54 Auf dem Zug arbeiteten 12 Eisenbahner und 103 Reisende fuhren mit, je 12 in den beiden Schlafwagen.
Letzter Halt vor dem Unfall war White River Junction gewesen, wo der Zug um 2:10 Uhr abgefahren war. Als der Zug sich der Brücke näherte, verlangsamte der Lokführer dessen Geschwindigkeit auf etwa 20 km/h.:56

### Wetter
Der 5. Februar 1887 war wolkenlos und sehr kalt, die Temperatur lag am Morgen bei −26 C°.:52

## Unfallhergang

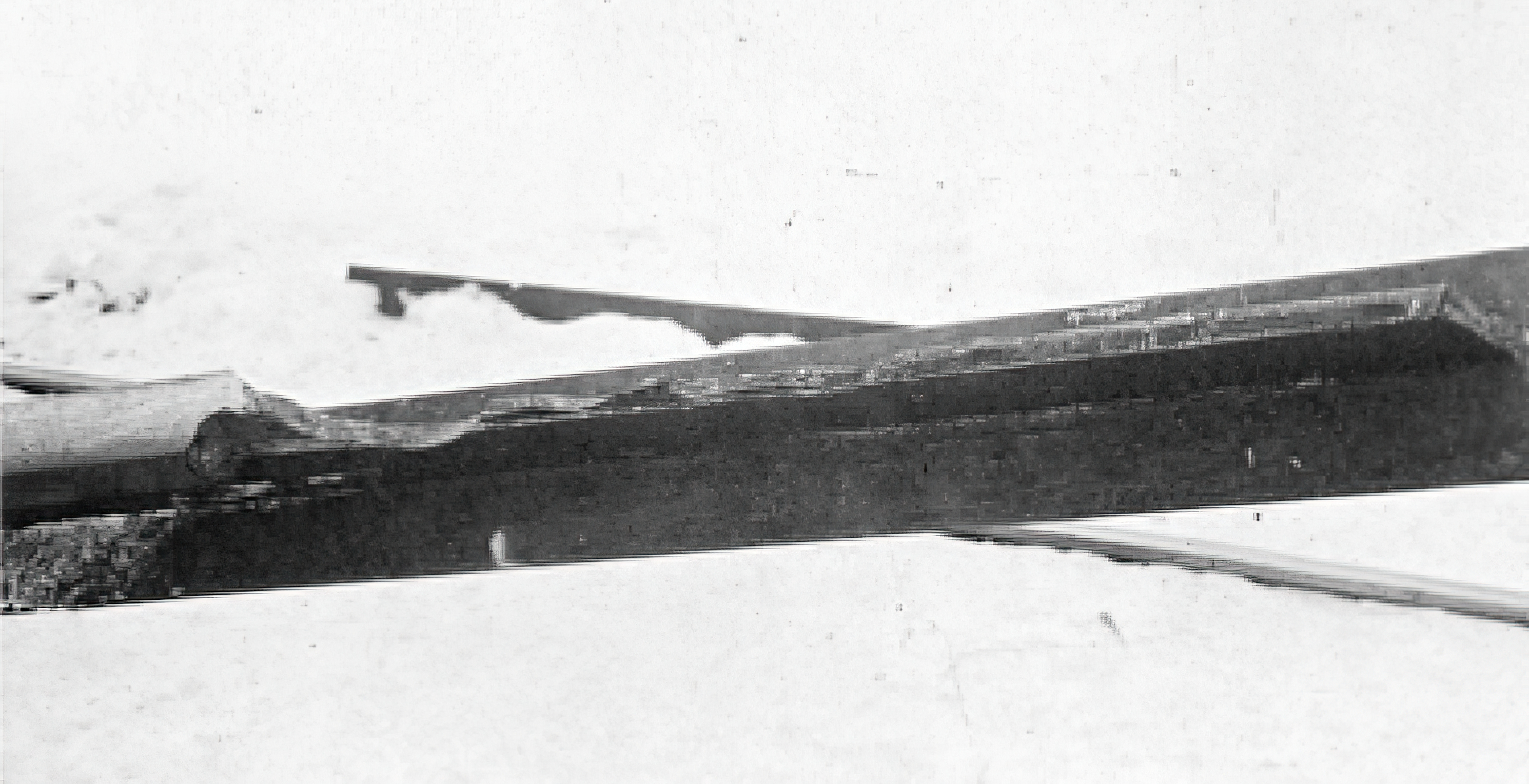
Schienenbruch an der Unfallstelle

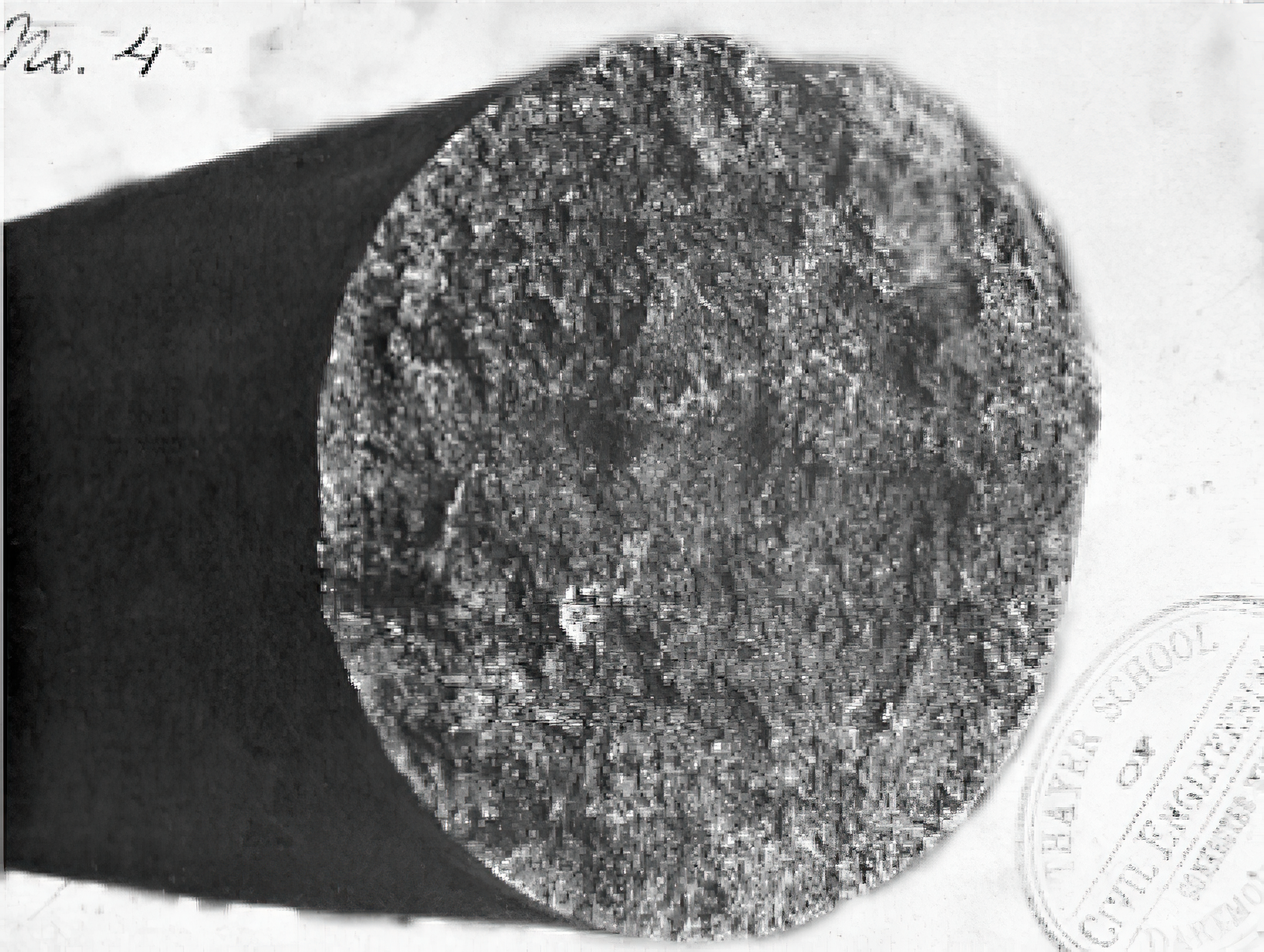
Gebrochene Achse des Schlafwagens „Pilgrim“

Etwa 150 m südlich der Brücke war ein Schienenbruch aufgetreten – der obere Teil eines Schienenstücks war nach dem Unfall komplett herausgebrochen.:64 Da der vordere Zugteil unbeschädigt im Gleis blieb, ist es wahrscheinlich, dass erst das Befahren des vorgeschädigten Schienenabschnitts zu dem massiven Bruch führte. Ein Experte, der die Schienen im Bereich der Unfallstelle untersuchte, stellte fest, dass bei allen untersuchten Bruchstücken Mängel im Stahl vorlagen und die Festigkeit des Stahls um 50 bis 75 % reduziert war. Eine der Schienen trug die Aufschrift „St. Albans 1881“, ein Produkt der „St. Albans Foundry“. Der Ausgangsstahl stammte aus deutscher Produktion.:64 Ob eventuell ein Achsbruch am letzten Wagen der entscheidende Moment war, die Schiene endgültig zu beschädigen, oder ob der Achsbruch durch die Entgleisung verursacht wurde, konnte die anschließende Untersuchung nicht klären. Unklar blieb auch, in welchem Umfang die niedrige Temperatur eine Rolle spielte. Oder, wie zusammengefasst festgestellt wurde: Es war die falsche Schiene am falschen Ort zur falschen Zeit.:61
Als einer der Schaffner die Entgleisung bemerkte, zog er sofort die Signalschnur, damit der Lokführer, eine Notbremsung einleitete. Als der den Zug entlang nach hinten blickte, sah er den Schlafwagen Pilgrim von der Brücke in den Fluss stürzen, wobei er den voranlaufenden Schlafwagen St. Albans und zwei weitere Wagen mitriss. Die Kupplung brach an der Stelle auseinander, an der sie mit dem Post-/Rauchwagen verbunden war, so dass Lokomotive mit Tender, Gepäckwagen und der Post-/Rauchwagen unversehrt auf der Brücke blieben. Durch die holzbefeuerten Öfen und das auslaufende Öl der Beleuchtung standen die Trümmer der abgestürzten Wagen sofort in Flammen, ein Feuer, das dann auch auf die über die Unfallstelle führende Holzbrücke übergriff.:56

## Folgen

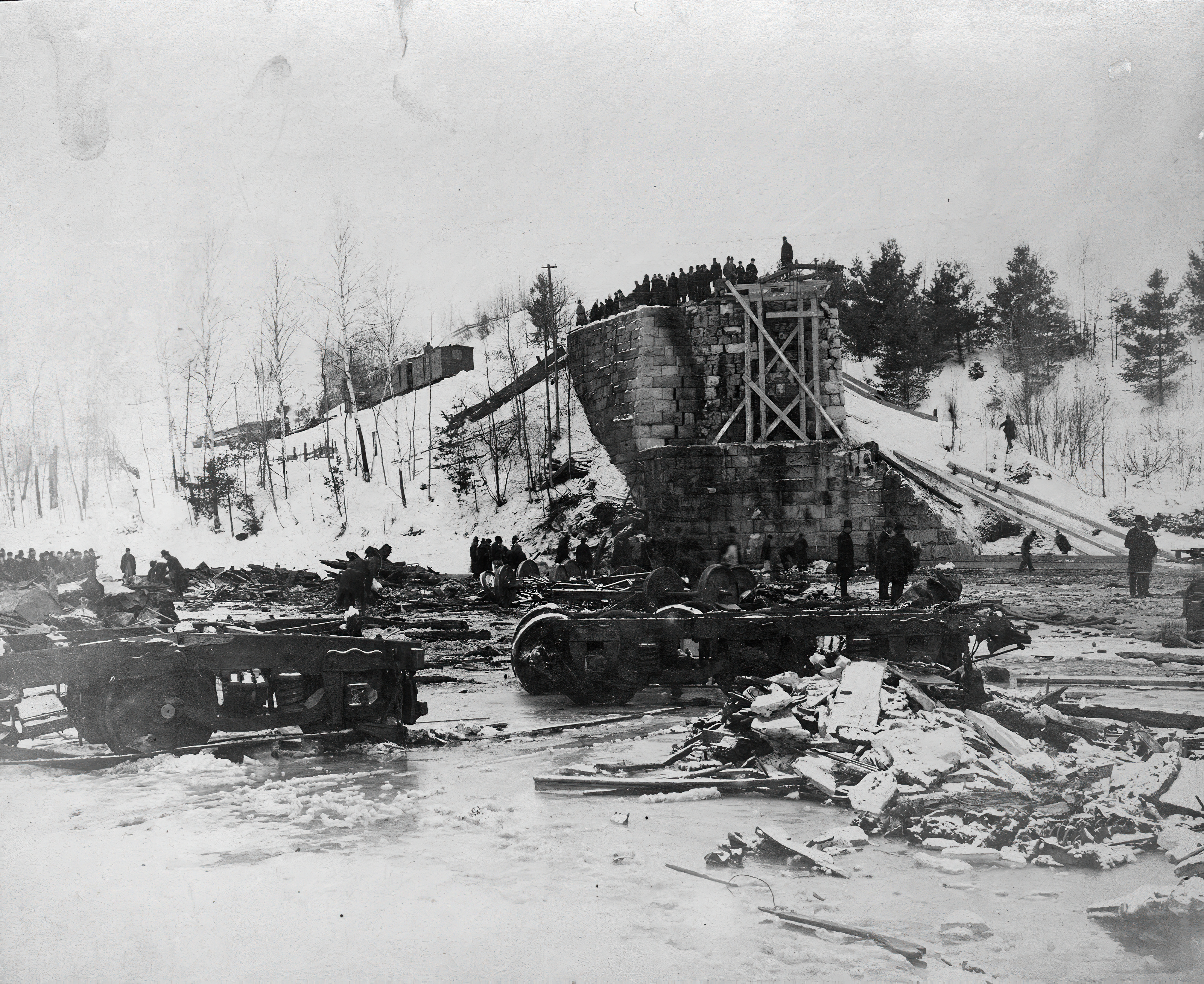
Südliches Widerlager der Hartford-Brücke, davor Reste der verunglückten Wagen

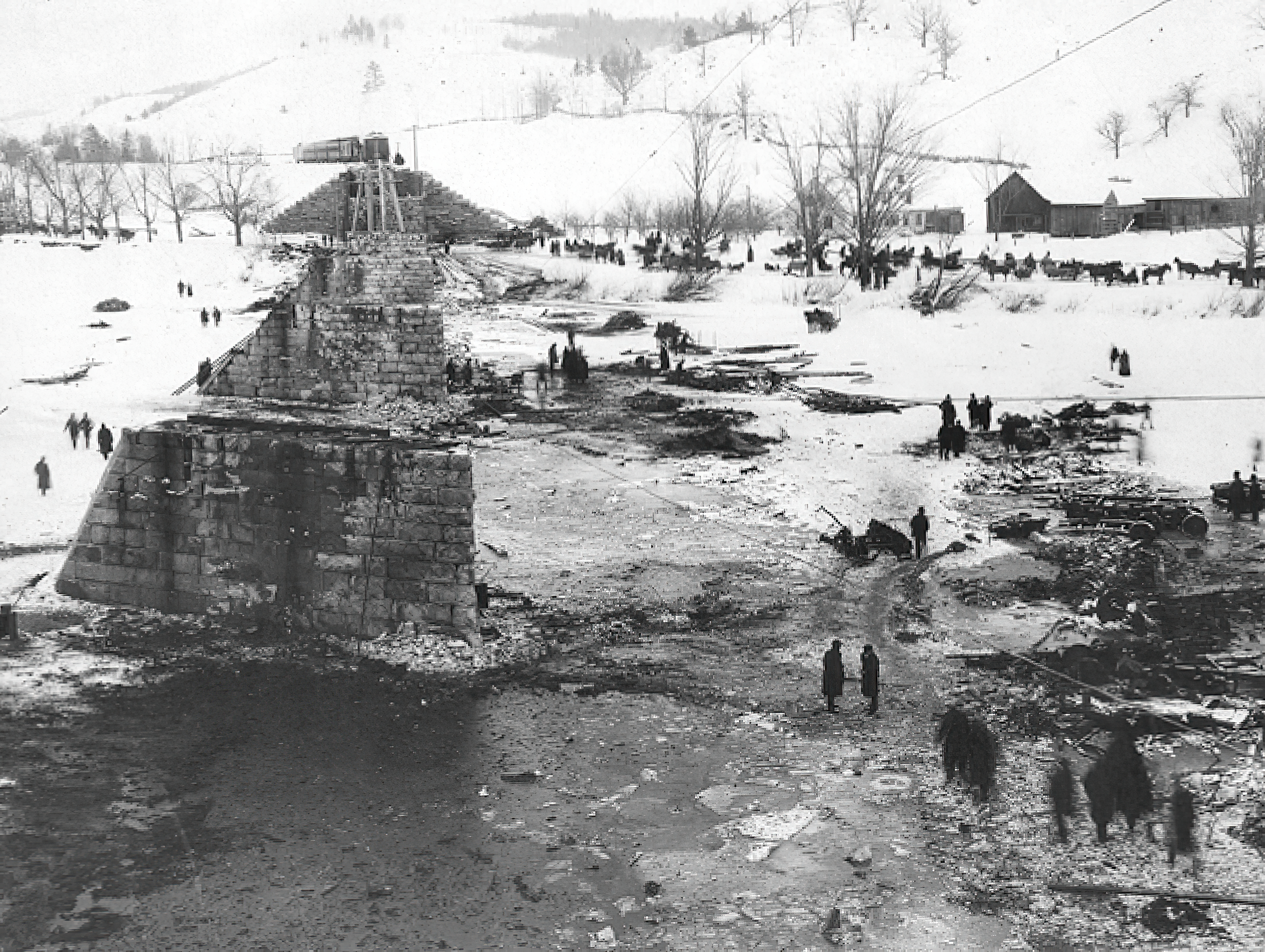
Blick von Süden über die Unfallstelle

### Unmittelbare Folgen
37 Menschen starben – darunter fünf Eisenbahner –, 50 Menschen wurden darüber hinaus verletzt, 28 entkamen mit leichten oder ohne Verletzungen.:52f, 59 Einige Personen konnten anhand von Kleidungsstücken oder persönlichen Gegenständen identifiziert werden, bei anderen der verbrannten Leichen war das nicht der Fall.:57
Ein Bremser, der rechtzeitig von einem der abstürzenden Wagen abgesprungen war, besorgte sich ein Gespann aus einem nahe gelegenen Gehöft und alarmierte den Bahnhof in White River Junction und die Gemeinde. Ein Hilfszug aus White River Junction mit Ärzten, Werkzeugen und Freiwilligen war bald unterwegs.:57ff
Der Lokführer und einige andere, die unverletzt geblieben waren, versuchten Eingeschlossene aus den brennenden Wagen zu retten, was aber nicht in allen Fällen gelang. Als der Lokführer erkannte, dass das Feuer auf die Brücke übergriff, ließ er den Heizer den im Gleis stehengebliebenen Zugteil aus der Gefahrenzone fahren.:57f Am südlichen Ende der Brücke stand ein Haus und nördlich davon eine Farm. Beide wurden sofort zu Zufluchtsorten, auch weil bei Außentemperaturen von fast −29 C° Erfrierungen und Unterkühlungen eine zusätzliche Bedrohung für die Überlebenden darstellten. Verletzte und Sterbende lagen in allen Zimmern auf den Böden, insgesamt fünfzig oder mehr.:59
Etwa ein Dutzend Personen, die nicht oder nur leicht verletzt waren, setzten ihre Reise nach Montpelier, St. Albans und Montreal mit dem verbliebenen Zugteil fort. Der Lokführer fuhr mit diesen am Morgen um 8.30 Uhr ab.:59

### Untersuchung
Die Untersuchung des Eisenbahnunfalls durch die Vermont Railway Commission unter dem Vorsitz von Levi K. Fuller, damals stellvertretender Gouverneur von Vermont, begann zwei Tage nach dem Ereignis. Auch der ehemalige Gouverneur des Staates, Samuel E. Pingree, war Mitglied der Kommission.:60 Diese stellte den Schienenbruch als Unfallursache fest.
In der Öffentlichkeit wurde die altmodische Technik für Heizung und Beleuchtung sehr kritisch gesehen, da deren offenes Feuer erst dazu geführt hatte, dass der abgestürzte Zugteil Feuer fing. Andere Bahngesellschaften hatten bereits auf eine Heizung, die vom Dampf der Lokomotiven gespeist wurde, und auf elektrische Beleuchtung umgestellt.:66 Die Brücke wurde als Stahlkonstruktion wieder aufgebaut.:69
Es schlossen sich eine Reihe von Schadensersatzprozessen gegen die CR an.:66–71